# Pseudocheilinus citrinus
Pseudocheilinus citrinus és una espècie de peix de la família dels làbrids i de l'ordre dels perciformes.

## Morfologia
Els mascles poden assolir els 6,6 cm de longitud total.

## Distribució geogràfica
Es troba a les Illes Cook, la Polinèsia Francesa, Pitcairn i les Tuamotu.